# Torri Higginson
Pour les articles homonymes, voir Higginson.
Torri Higginson, née le 6 décembre 1969, est une actrice canadienne.

## Biographie
Torri Higginson est née à Burlington, en Ontario. À 18 ans, elle déménage en Angleterre pour étudier auprès de Patsy Rodenburg (en), ce qui la fait entrer dans le monde de la comédie. Un an plus tard, elle va à Londres pour étudier la comédie à la Guildhall School of Music and Drama.
Particulièrement connue pour ses rôles dans TekWar, Le Patient anglais et Stargate Atlantis, Torri Higginson joue également au théâtre dans des pièces telles que Three Tall Women, Weldon Rising ou Picasso at the Lapin Agile.
Dans Stargate Atlantis, elle tient le rôle du Dr Elizabeth Weir, personnage issu de Stargate SG-1, mais dorénavant commandante de la base sur Atlantis. Pour diverses raisons, son rôle est réduit à la fin de la troisième saison et les producteurs lui annoncent que son personnage passe du statut de régulier à celui de récurrent pour la saison suivante. Torri Higginson, qui n'apprécie pas ce changement, tourne quand même les épisodes de la saison 4, mais, à la suite de cette mise à l'écart, elle refuse d'apparaître dans la saison 5. Les scénaristes ont alors recours au personnage du réplicateur « Fraternel Androïde » (FRAN) mis au point par les Asurans pour remplacer celui d'Elisabeth Weir.
Torri Higginson apparaît par la suite dans les films Save My Soul (court-métrage) et Smile of April, de la société de production canadienne Broken Artists Pictures.

## Filmographie

### Cinéma
- 1995 : Transfert mortel (Memory Run) d'Allan A. Goldstein : Kristen
- 1995 : Jungleground (en) de Don Allan : Samantha Woods
- 1996 : Bullet in the Dark (en) de Damian Lee : Allison Doherty
- 1996 : Le Patient anglais (The English Patient) d'Anthony Minghella : Mary
- 1997 : Double Take de Mark L. Lester : Peggy
- 1998 : Airborne de Julian Grant : Sara Gemmel
- 2000 : Rats de Jacques Holender : Nancy
- 2001 : Turning Paige de Robert Cuffley : Mme Sheila Newlands
- 2004 : Irish Eyes de Daniel McCarthy : Lorraine Healey
- 2006 : Save My Soul : Terra
- 2007 : You, Me, Love de Terrance Miles : Leslie
- 2008 : Sourire d'avril (Smile of April) de Sabrina B. Karine et Jessica Brajoux : Angie
- 2016 : One Drop de Tricia Lee : Marion
- 2016 : L'Histoire de l'amour (The History of Love) de Radu Mihaileanu : Charlotte Singer
- 2017 : Nobility de E.J. De La Pena : Commander Eugenia Pikeman
- 2017 : Ordinary Days de Kris Booth, Jordan Canning et Renuka Jeyapalan : Marie Cook
- 2017 : Fake News de Craig Edwards et Samuel Morris : Liz sterling

#### Courts-métrages
- 1991 : The Photographer's Wife : Suzanna
- 2003 : Autopsy Room Four : Dr Katie Arlen
- 2003 : Crust : Alice
- 2003 : Intent : Détective Jessica Cavallo
- 2018 : The Tiger in the White : Karen Cosette

### Télévision

#### Séries télévisées
- 1992 : Le Justicier des ténèbres (Forever Knight) (saison 1, épisode 4) : Erica
- 1992 : Street Legal (en) (saison 7, épisode 1) : Kali Szabo
- 1993 : Force de frappe (Counterstrike) (saison 3, épisode 14) : Susan Kimberly
- 1993 : The Hidden Room (en) (saison 2, épisode 14) : Georgia
- 1993 : Un privé sous les tropiques (Sweating Bullets) (saison 3, épisode 35) : Hilary Porter
- 1993 : E.N.G. reporters de choc (saison 4, épisode 10) : Madeline Shannon
- 1994 - 1995 : TekWar (4 épisodes) : Beth Kittridge
- 1995 : Heritage Minutes (saison 4, épisode 12) : Claire
- 1997 : Psi Factor, chroniques du paranormal (saison 1, épisode 21) : Blythe Hall
- 1998 : L'Immortelle (Highlander : The Raven) (saison 1, épisode 1) : Claudia Hoffmann
- 1998 : Mythic Warriors (en) (saison 1, épisode 8) : Circe
- 1999 - 2000 : The City (25 épisodes) : Katharine Strachan
- 1999 : Au-delà du réel : L'aventure continue (The Outer Limits) (saison 5, épisode 15 : The Haven (Chacun chez soi)) : Alyssa Selwyn
- 1999 : La Tempête du siècle (Storm of the Century) (mini-série) de Stephen King : Angela Carver
- 2000 : Destins croisés (Twice in a Lifetime) (épisode 1, épisode 22) : Rebecca Curtis
- 2001 : Le Canada : Une histoire populaire (Canada: A People's History) (série documentaire, épisodes 8 & 9) : Susan Agnes Bernard
- 2002 : Bliss (saison 1, épisode 1) : Kate
- 2002 : Tom Stone (en) (saison 1, épisodes 8 & 9) : Aurora « Isabelle » MacDonald
- 2004 : The Shields Stories (en) (mini-série) : Emmy
- 2004 - 2006 : Stargate SG-1 (épisodes 8x01, 8x02 & 10x03) : Elizabeth Weir
- 2004 - 2008 : Stargate Atlantis (63 épisodes) : Elizabeth Weir
- 2007 & 2009 : NCIS : Enquêtes spéciales (épisodes 5x04 & 6x13) : Dr Jordan Hampton
- 2008 : Eleventh Hour (saison 1, épisode 8) : Alex
- 2010 : The Whole Truth (saison 1, épisode 3) : Juge Jerue
- 2010 : Chase (saison 1, épisode 14) : Sandra
- 2011 : Criminal Minds: Suspect Behavior (saison 1, épisode 3) : Infirmière Karen Martin
- 2013 : State of Syn (en) : Narratrice d'ouverture
- 2015 - 2016 : This Life (2015) (en) (20 épisodes) : Natalie Lawson
- 2015 - 2017 : Dark Matter (8 épisodes) : Commander Delaney Truffault
- 2016 : Suspense (saison 3, épisode 1) : Veronica Haviland
- 2016 : Inhuman Condition (en) (30 épisodes) : Dr Michelle Kessler
- 2020 - 2024 : Dr. Bash (Transplant) (48 épisodes) : Claire Malone

#### Téléfilms
- 1993 : Family Pictures (en) : Liddie (19-38)
- 1994 : TekWar : Beth Kittridge
- 1994 : TekWar: TekLords : Beth Kittridge
- 1994 : TekWar: TekJustice : Beth Kittridge
- 1997 : Un candidat idéal (The Absolute Truth) de James Keach
- 1997 : Balls Up d'Alan Erlich : Jenny
- 1999 : Le justicier reprend les armes (Family of Cops III: Under Suspicion) de Sheldon Larry : Caroline Chandler
- 1999 : The City : Katharine Strachan
- 2001 : Nuit magique (en) ('Twas the Night) de Nick Castle : Abby Wrigley
- 2008 : Desperate Hours: An Amber Alert de George Mendeluk : Chef Geiger
- 2010 : Stonehenge Apocalypse de Paul Ziller : Kaycee
- 2010 : The Cult de Kari Skogland : Evelyn
- 2021 : Séduite par l’homme de ma fille (Family Seductions) de Avi Federgreen : Sandra Sullivan

## Voix française
Torri Higginson est doublée par Ariane Deviègue dans les séries télévisées Stargate Atlantis et Stargate SG-1, ainsi que dans le téléfilm Stonehenge Apocalypse.
- Ariane Deviègue dans :
  - Stargate SG-1 (série télévisée)
  - Stargate Atlantis (série télévisée)
  - NCIS : Enquêtes spéciales (série télévisée)
  - Eleventh Hour (série télévisée)
  - Stonehenge Apocalypse (téléfilm)
  - Chase (série télévisée)
- Danièle Douet dans Le Patient anglais 1996
- Juliette Degenne dans Commando d'élite 1998
- Véronique Augereau dans La Tempête du siècle (série télévisée) 1999
- Ninou Fratellini dans Destin croisés (série télévisée) 2000
- Hélène Bizot dans Séduite par l'homme de ma fille (téléfilm) 2021
- Julie Dumas dans Dr. Bash (série télévisée) 2020

## Récompense
2000 : Gemini Award de la meilleure actrice pour le rôle de Katharine dans la série The City